# 紅統府
紅統府（皇家轉寫：Changwat Ang Thong，泰語發音：[t͡ɕāŋ.wàt ʔàːŋ tʰɔ̄ːŋ]）是泰國中部的一個府。

## 歷史
紅統府以前稱「威社猜餐城」，為大城府的前哨城市，以後在大城時代遷都至昭拍耶河邊的挽革區，並命名為「紅統城」，直轄於大城府，直至1933年，才被昇格為「紅統府」。

## 地理
- 紅統府的面積約為968平方公里，距首都曼谷約為105公里。其疆域北連信武里府，東接華富里府，南毗大城府，西鄰素攀武里府。
- 紅統府為低窪平原，雨水充沛，良田萬頃，有昭拍耶河和奈河流經，工業、漁業均發達。

## 行政
紅統府行政區共分為7縣；再分成81區；最後細分成513村。
| \| # \| 中文名 \| 泰文名 \| 英文名 \| \| - \| ------------------ \| ---------- \| ---------------- \| \| 1 \| 红统府治县 \| เมืองอ่างทอง \| Mueang Ang Thong \| \| 2 \| 猜约县 \| ไชโย \| Chaiyo \| \| 3 \| 巴莫县（英语：Pa Mok District） \| ป่าโมก \| Pa Mok \| \| 4 \| 普通县 \| โพธิ์ทอง \| Pho Thong \| \| 5 \| 沙翁哈县（英语：Sawaeng Ha District） \| แสวงหา \| Sawaeng Ha \| \| 6 \| 威色猜参县 \| วิเศษชัยชาญ \| Wiset Chai Chan \| \| 7 \| 讪戈县（英语：Samko District） \| สามโก้ \| Samko \| |            |            |                  |
| # | 中文名     | 泰文名     | 英文名           |
| 1 | 红统府治县 | เมืองอ่างทอง | Mueang Ang Thong |
| 2 | 猜约县     | ไชโย       | Chaiyo           |
| 3 | 巴莫县     | ป่าโมก      | Pa Mok           |
| 4 | 普通县     | โพธิ์ทอง     | Pho Thong        |
| 5 | 沙翁哈县   | แสวงหา     | Sawaeng Ha       |
| 6 | 威色猜参县 | วิเศษชัยชาญ  | Wiset Chai Chan  |
| 7 | 讪戈县     | สามโก้      | Samko            |

## 名勝古蹟
- 瓦目旺寺วัดม่วง（Wat Muang）:位在威色猜參縣，2008年正式開光，泰國最高佛像，世界第九高佛像，參見最高雕像列表。
- 哇猜喲窩拉威韓寺：位於紅統直轄縣，建於拉瑪四世時代，紅統府著名佛寺之一，內供有佛像，香火很旺。
- 哇拍菩晒雅哇巴莫寺（Wat Pa Mok）：位於巴莫縣，建於大城時代，寺內供奉一尊臥佛像。每年泰曆11月均舉辦禮佛盛會。
- 瓦昭查寺：位於菩通縣，為出產著名的籐器手工藝品的樣品村，其籐器制品如籃子、袋等遠銷泰國內外。
- 哇坤茵巴汶寺（Wat Khun Inthapramun）：位於菩通縣，建於大城皇朝初期，為一古佛寺，寺內供奉一尊全國最大的臥佛像，長約50公尺，佛像前設有坤茵巴汶雕像，傳說他因挪用公款修建此佛像，被國王知後鞭苔致死。每年泰歷5月8日均舉行禮佛盛會。
- 哇坡湯寺：位於菩通縣，為一敕封佛寺，古代烏通蓬公子曾在此駐蹕，並建一行宮。菩通縣尚出產著名的編織品如籃子、手提 、扁籮等等。
- 哇沙革寺：位於「309公路」約15公里處，此寺既有孤兒院，又有一所皇家織布機構，出產各類織布。
- 乃諾及湯革烈士紀念碑：位於威色猜蒼縣，為紀念兩名抵抗緬甸的英雄而建， 拉瑪九世曾於1977年3月25日前來主持紀念碑落成典禮。
- 哇安素它哇寺（Wat Tha Suthawat）：位於巴莫縣，建於大城皇朝早期，內有許多精工細緻的文物古董及佛像，並供奉有佛陀舍利子。
- 曼挽沙呢村：位於巴莫縣，曼挽沙呢村設有由王后贊助的制造宮娥木偶中心，以便增加曼挽沙呢村的民眾的收入。
- 曼億甲叻村：位於巴莫縣，該村出產各種各樣大小不一 鑼鼓，可小至作為紀念品，大至樂隊演奏的大鼓。遊客可參觀其生產過程。
- 哇安湯寺：位於紅統直轄縣府署前，包括有兩個寺廟，為拉瑪皇朝早期的建築藝術風格，有佛塔、佛殿。
- 哇強寺：位於威色猜蒼縣，佛殿有大城時代的精英壁畫及浮雕。